# Hedda (Vorname)
Hedda ist ein weiblicher Vorname.

## Herkunft und Bedeutung
Der Vorname Hedda ist eine Kurz- und Koseform insbesondere des deutschen Frauennamens Hedwig, der sich aus althochdeutsch „hadu“ (neuhochdeutsch „Kampf“) und „wīg“ (neuhochdeutsch „Kampf“/„Krieg“/„Streit“/„Schlacht“) zusammensetzt. Als Kurz-/Koseform der nordischen Variante „Hedevig“/„Hedvig“ ist der Name „Hedda“ durch Henrik Ibsens Drama „Hedda Gabler“ (1890) bekannt geworden.

## Namenstag
- 19. Februar (Hedwig von Cappenberg)

## Namensträger (Auswahl)

### Weiblicher Vorname
- Hedda Berntsen (* 1976), norwegische Skirennläuferin
- Hedda Bolgár (1909–2013), ungarisch-US-amerikanische Psychologin und Psychoanalytikerin
- Marion Hedda Ilse Gräfin Dönhoff (1909–2002), deutsche Publizistin
- Hedda Erlebach (* 2006), deutsche Synchronsprecherin und Schauspielerin
- Hedda Eulenberg (1876–1960), deutsche Übersetzerin
- Hedda Forsten (1897–1933), deutsche Schauspielerin
- Hedda Strand Gardsjord (* 1982), norwegische Fußballspielerin
- Hedda Herwig (1944–2015), deutsche Politologin
- Hedda Heuser-Schreiber (1926–2007), deutsche Ärztin, Journalistin und Politikerin
- Hedda Hopper (1885–1966), US-amerikanische Schauspielerin
- Hedda Hynne (* 1990), norwegische Leichtathletin
- Hedda Kainz (* 1942), österreichische Politikerin
- Hedda Koppé (1896–1990), Schweizer Schauspielerin
- Hedda Korsch (1890–1982), deutsche Pädagogin und Hochschullehrerin
- Hedda Østberg Amundsen (* 1998), norwegische Skilangläuferin
- Hedda zu Putlitz (* 1965), deutsche Mountainbikerin
- Hedda von Schmid (1864–1921), deutsche Schriftstellerin
- Hedda Sterne (1910–2011), US-amerikanische Künstlerin
- Hedda Stiernstedt (* 1987), schwedische Schauspielerin
- Hedda Theen-Pontoppidan (1912–2013), deutsche Malerin und Restauratorin
- Hedda Vernon (1889–1961), deutsche Schauspielerin der Stummfilmzeit
- Hedda Wagner (1876–1950), österreichische Frauenrechtlerin
- Hedda Walther (1894–1979), deutsche Fotografin
- Hedda Wardemann (* 1973), deutsche Immunologin und Hochschullehrerin
- Hedda von Wedel (* 1942), deutsche Juristin und Politikerin
- Hedda Zinner (1904–1994), deutsche Schriftstellerin

### Männlich
- Hedda von Wessex († 705), Benediktinermönch

### Kunstfigur
- Hedda Gabler, Drama von Henrik Ibsen